# クレッサ
クレッサ（伊: Cressa）は、イタリア共和国ピエモンテ州ノヴァーラ県にある、人口約1,600人の基礎自治体（コムーネ）。

## 地理

### 位置・広がり
| 隣接するコムーネは以下の通り。 - ボゴーニョ - ボルゴマネーロ - フォンタネート・ダゴーニャ - スーノ |